# Ticino (grande regione)
Il Ticino (in tedesco e francese Tessin) è una delle 7 grandi regioni statistiche della Svizzera.

## Territorio
Il territorio della grande regione del Ticino coincide con il Canton Ticino.